# 布季謝 (切爾沃諾阿爾米西克區)
50°24′53″N 28°19′16″E / 50.41472°N 28.32111°E
布季謝（烏克蘭語：Будище）是烏克蘭北部的村莊，隸屬日托米爾州的日托米爾區。該村面積0.56平方公里，海拔高度243米，2001年人口71。